# لوتي (فلوريدا)
لوتي (بالإنجليزية: Lawtey, Florida)‏ هي مدينة تقع في مقاطعة برادفورد (فلوريدا) بولاية فلوريدا في الولايات المتحدة. تبلغ مساحتها 3.7 (كم²)، وترتفع عن سطح البحر 49.38 م، بلغ عدد سكانها 730 نسمة في عام 2010 حسب إحصاء مكتب تعداد الولايات المتحدة وتصل الكثافة السكانية فيها 195.9 نسمة/كم2.

## أعلام
- توري كيتلز